# Lithostratigraphie

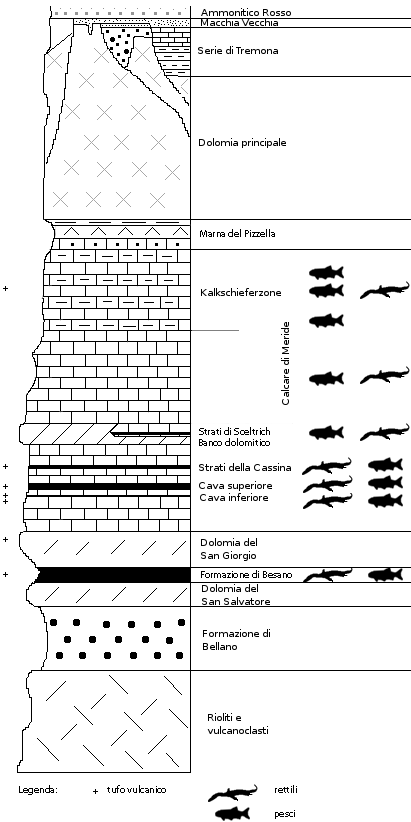
Säulenprofil der sedimentären Abfolge des Monte San Giorgio mit u. a. der Benennung der lithostratigraphischen Einheiten (italienisch)

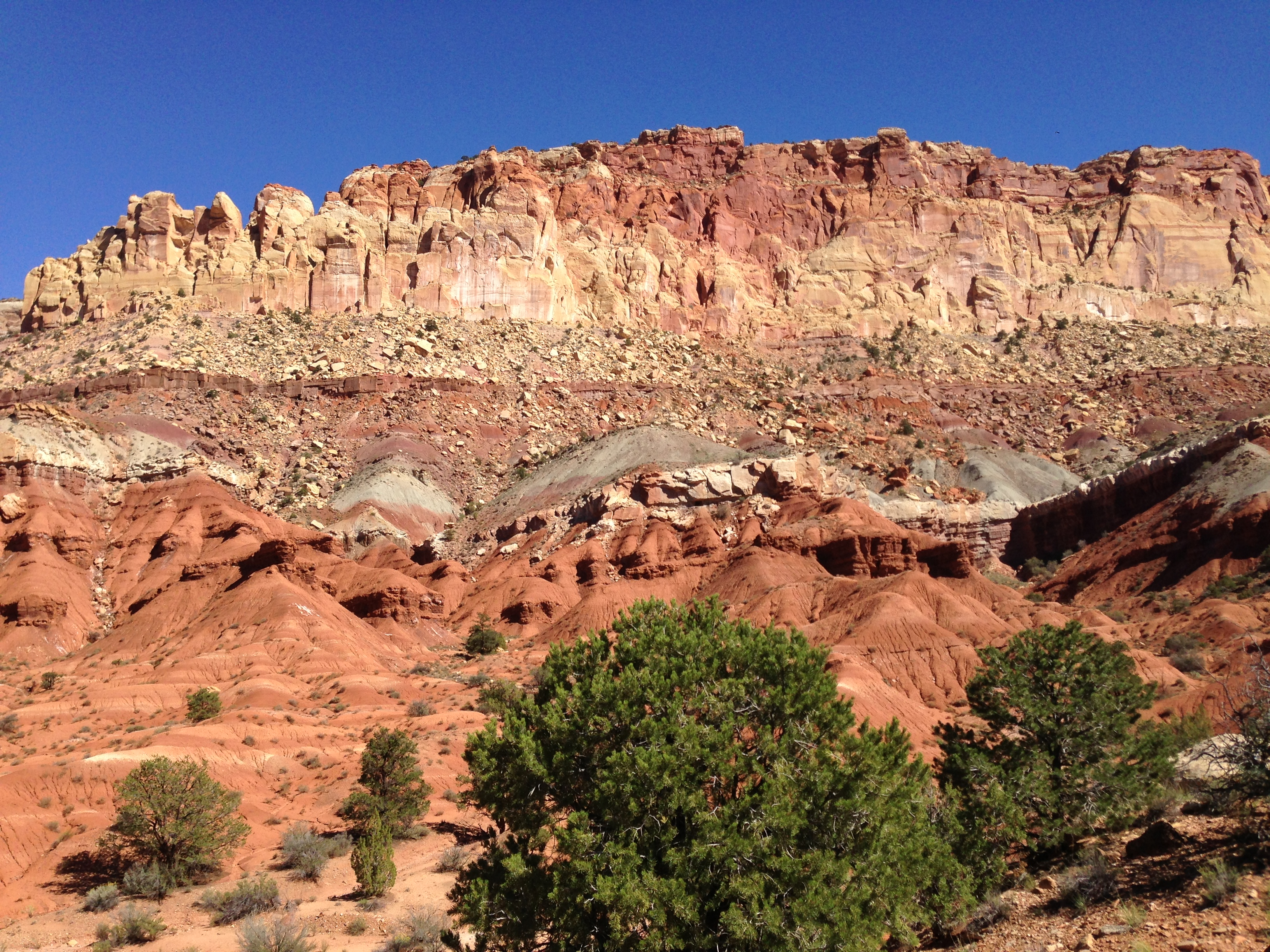
Schichtenfolge terrestrischer Siliziklastika an der Westseite des Capitol Reef (Colorado-Plateau, USA). Die verschiedenen Lithologien äußern sich hier einerseits in der Farbgebung und andererseits im Verwitterungsverhalten bzw. der Erosionsresistenz, was in der Hangneigung zum Ausdruck kommt. Im Vordergrund und am unteren Hang in orangebraunen Tönen die Moenkopi-Formation (tiefere Trias) Der extrem steile obere Hang wird von der Wingate-Formation (Unterjura) aufgebaut. Zwischen Moenkopi- und Wingate-Formation lagert die „bunte“ Abfolge der Chinle-Formation (höhere Trias).

Die Lithostratigraphie oder seltener Lithostratigrafie ist die räumliche und strukturelle Gliederung von Gesteinseinheiten ausschließlich nach ihren lithologischen Eigenschaften. Sie gehört zu den grundlegenden Methoden der Stratigraphie, die prinzipiell bereits in der Frühzeit der Geowissenschaften entwickelt und angewendet wurde. Die Lithostratigraphie und die Definition der lithostratigraphischen Einheiten und deren Unter- und Obergrenzen sind prinzipiell unabhängig von den chronostratigraphischen Einheiten und dem geologischen Alter der entsprechenden Gesteine.

## Lithostratigraphische Einheiten und ihre Definition
Die Definition einer lithostratigraphischen Einheit erfolgt ausschließlich durch lithologische Merkmale, das können sedimentologische, petrologische, mineralogische, chemische, paläontologische, physikalische und morphologische Charakteristika sein. Die in einer lithostratigraphischen Einheit vorkommenden Fossilien werden aus Sicht der Lithostratigraphie als lithologisches Merkmal gewertet. Das relative oder absolute geologische Alter ist nicht Teil der Definition einer lithostratigraphischen Einheit.
Jede lithostratigraphische Einheit wird zudem relativ durch ihre Untergrenze (Liegendgrenze) und auch durch ihre geographische Verbreitung definiert. Die Obergrenze (Hangendgrenze) wird durch die Liegendgrenze der darauf folgenden (auflagernden) Einheit definiert. Die relative Position einer lithostratigraphischen Einheit innerhalb ihrer übergeordneten Einheit wird durch eine Oben-unten- und durch eine räumliche Beziehung beschrieben, d. h., sie wird durch die Lage zwischen der jeweils darunter- und darüberliegenden gleichrangigen Einheit sowie die geographische Verbreitung innerhalb des Verbreitungsgebietes der übergeordneten Einheit beschrieben. Umfang und Aufbau lithostratigraphischer Einheiten können zwischen hunderte Meter mächtigen und über Millionen von Jahren gebildeten homogenen Gesteinsfolgen und nur wenige Meter umfassenden, stark in der lithologischen Beschaffenheit wechselnden Lagen im Zentimeterbereich schwanken.

## Einheiten der Lithostratigraphie
Die Bank oder die Lage (lateinisch stratum) ist die kleinste lithostratigraphische Einheit, die sich lithologisch deutlich in einer Gesteinsfolge unterscheiden lässt. Der ältere Begriff Schicht sollte nicht mehr verwendet werden, da er mehrdeutig ist. Mehrere Lagen oder Bänke bilden eine Subformation oder Formation, wobei eine Formation nicht unbedingt in Subformationen unterteilt werden muss. Mehrere Formationen werden zu einer Subgruppe oder Gruppe zusammengefasst, wobei auch hier der Rang Subgruppe nicht benutzt werden muss. Mehrere Gruppen bilden eine Supergruppe. Der Süddeutsche Jura wird in der lithostratigraphischen Gliederung als Supergruppe betrachtet. Schwarzer Jura, Brauner Jura und Weißer Jura werden als Gruppen angesehen. Diese Einheiten enthalten jeweils mehr als zehn Formationen (z. B. der Braune Jura Opalinuston-Formation, Wedelsandstein-Formation oder Ostreenkalk-Formation u. a. m). Die lithostratigraphischen Hierarchieebenen in der Übersicht:
- Supergruppe (englisch supergroup), abgekürzt SpGr.
  - Gruppe, abgek. Gr.
    - Subgruppe, abgek. SbGr.
      - Formation, abgek. Fm.
        - Subformation, abgek. Sfm.
          - Bank, Lage, abgek. Bk. oder Lg.

Ein informeller Begriff außerhalb dieser Hierarchie ist der Begriff Komplex. Es ist eine Gesteinseinheit, die von den benachbarten lithostratigraphischen Einheiten abgrenzbar ist, aber deren komplizierter Internbau nicht weiter lithostratigraphisch unterteilt werden kann. Der Begriff Komplex sollte aber nur für größere Einheiten und höhere Hierarchiestufen (ab Formation) benutzt werden.

## Historische Bezeichnungen
Die Bezeichnung Serie wurde in der älteren Literatur häufig im Sinne von Formation (oder Subformation, Gruppe, Komplex) gebraucht. Sie ist heute für eine chronostratigraphische Einheit reserviert und sollte deshalb nicht mehr für lithostratigraphische Einheiten verwendet werden.
Die Bezeichnung Schicht(en) ist sehr vieldeutig und sollte ebenfalls nicht mehr zur Benennung von lithostratigraphischen Einheiten benutzt werden.
Weiterhin dürfen lithostratigraphische Einheiten nicht mehr mit dem Zusatz Stufe (wie in Lias-Stufe) oder der latinisierenden Endung -ium (wie in Erdbachium) versehen werden, da es zu Verwechslungen mit der chronostratigraphischen Einheit Stufe kommen kann bzw. es den Anschein erweckte, es handle sich um eine chronostratigraphische Einheit.
Das Gebot zur Nicht-Verwendung vorstehend genannter historischer Bezeichnungen gilt in erster Linie für die Neubenennung lithostratigraphischer Einheiten. Traditionell verwendete Namen, die nicht mit den heutigen nomenklatorischen Vorgaben übereinstimmen, sollen erst nach einer Revision der Lithostratigraphie ihres Verbreitungsgebietes durch Namen ersetzt werden, die diese Vorgaben erfüllen. Deshalb finden sich nach wie vor traditionelle Bezeichnungen in aktueller geologischer Literatur.
Daneben findet sich, vorwiegend in Literatur aus dem 19. Jahrhundert, die aus der Bergmannssprache übernommene Bezeichnung Gebirge als Namensbestandteil teils höherrangiger quasi-lithostratigraphischer, teils regionalgeologischer Einheiten, beispielsweise in „Ruhrkohlengebirge“ und „Sächsisch-Böhmisches Kreidegebirge“, deren ungefähre Entsprechungen nach moderner Nomenklatur die Ruhr-Gruppe bzw. (nur im deutschen Teil) die Elbtal-Gruppe sind. Im Oberperm der Nördlichen Kalkalpen wird heute noch das Haselgebirge als lithostratigraphische Einheit ausgehalten, wohingegen Haselgebirge außerhalb der Alpen lediglich ein Faziesbegriff ist.

## Problematik der Datierung
Die Lithostratigraphie wurde in den Anfangszeiten der Geologie auch zur Datierung von Gesteinseinheiten benutzt. Das hat sich aber sehr schnell als nicht verlässlich erwiesen. Die lithostratigraphischen Gesteinseinheiten lassen sich meist nicht auf weite Entfernungen korrelieren. Außerdem kommen oft lithologisch recht ähnliche lithostratigraphische Einheiten in unterschiedlichen Regionen und mit unterschiedlichem Alter vor (Diachronie). Lithostratigraphische Einheiten dürfen deshalb immer nur im Kontext der anderen Formationen einer bestimmten Region betrachtet werden, um in begrenztem Umfang Altersaussagen machen zu können. Mit dieser lithostratigraphischen Methode ist dann eine relative Datierung möglich, d. h., die Formationen eines bestimmten Gebietes können relativ zueinander datiert werden (z. B. die x-Formation ist älter als die y-Formation, diese verzahnt sich mit der z-Formation und ist daher gleich alt wie die y-Formation). Ausführlich wird dieses Thema im Artikel über die Stratigraphie, die allgemeine Schichtenkunde, behandelt.